# مجس الصيداوي
مِجس، هو جرّاح، ولد في مدينة صيدا في فينيقيا (في لبنان حالياً)، عاش و مارس مهنته في روما و حظي بسمعة ونجاح كبيرين، وذلك قبل زمن آولوس كورنيليوس سلزوس بفترة وجيزة، وبالتالي قد يكون ذلك في القرن الأول قبل الميلاد. كتب بعض الأعمال التي كانت محل إشادة، كما قام آولوس كورنيليوس سلزوس بالنقل عنها في عدة مواضع، إلا أن شيئاً لم يبقَ منها. قد يكون هو نفس الشخص الذي نقل عنه كل منبلينيوس الأكبر، جالينوس، سكريبونيوس لارغوس. ثمة مقتطفٌ يوناني اللغة لمجس قام أوريباسيوس بحفظه.